# Anchistylis robusta
Anchistylis robusta is een zeekommasoort uit de familie van de Diastylidae. De wetenschappelijke naam van de soort is voor het eerst geldig gepubliceerd in 1902 door Zimmer.